# もう帰らない
「もう帰らない」（もうかえらない、原題: Never Going Back Again）は、イギリスのロックバンドであるフリートウッド・マックの楽曲。1977年2月に発売された11作目のスタジオ・アルバム『噂』に収録された。リンジー・バッキンガムが作詞作曲を手がけた本作は、仲たがいについて歌ったアコースティック形式のバラードとなっている。演奏はバッキンガムが1人で行なっている。
その後アメリカで発売されたシングル『ドント・ストップ』やイギリスで発売されたシングル『ユー・メイク・ラヴィング・ファン』のB面にも収録され、1992年に発売のボックス・セット『25イヤーズ・ザ・チェイン』や、2002年に発売のコンピレーション・アルバム『ヴェリー・ベスト・オブ・フリートウッド・マック』にも収録されたほか、コリン・リードやマッチボックス・トゥエンティらによってカバーされている。

## 制作背景
音楽史家であるジョージ・ケースは、本作を「人間関係にまつわる陽気な南カリフォルニアの哲学」を取り入れた「極めて美しい」楽曲と説明した。本作はバッキンガムがバンドメイトであるスティーヴィー・ニックスとの破局に着想を得て書いた楽曲となっている。バッキングガムがアルバムのために書いた最後の楽曲の1つで、別の女性とリバウンド交際を始めた後に書かれた。また、バッキングガムは本作を「心地よくて素朴な楽曲」とし、歌詞は深く考えなかったと述べた。楽曲には「過去の過ちを繰り返さないように」という願望が反映されている。
本作においてバッキンガムはアコースティック・ギターの伴奏でトラヴィスピッキングを使用した。この奏法はセッションギタリストのライ・クーダーから着想を得たもの。プロデューサーのケン・キャレイは、楽曲に最適なサウンドを得るためにバッキンガムに対して20分ごとにギターの弦を張り替えるように提案した。仕上げには丸1日を要し、スタッフは1時間ごとに3度もギターの弦を張り直すこととなったため、キャレイは「たぶんスタッフたちは僕を殺したかったと思う」と語っている。ボーカルの録音時、バッキンガムはアコースティック・ギターの伴奏における演奏ミスに気がづき、翌日に最初から録り直した。
本作のキーはF♯メジャーで、テンポは88BPM、4分の4拍子で演奏される。ギターは4フレットにカポタストが付けられ、ドロップDにチューニングされている。ボーカルの声域はC♯4からA♯5。
制作当時のタイトルは、本作の録音時にバンドメイトのミック・フリートウッドがブラシでスネアドラムを叩いていたことから「Brushes」とされていた。このスネアドラムのパートは完成版では削除されたが、2001年の再発盤に付属のDVD-Audioにボーナス・トラックとして削除されたスネアドラムとエレクトリック・ギターのパートを含んだ別バージョンが収録された。音楽雑誌『ビルボード』の批評家であるクリストファー・ウォルシュは、これらのパートが「曲の感情に訴えかける力を増加させる嬉しい驚き」を象徴すると述べた。

## 評価
ポップカルチャー情報誌『ローリング・ストーン』の批評家であるジョン・スウェンソンは、本作を「（アルバム『噂』における）最高に美しい作品」と説明し、「不愉快なテーマ」とは裏腹に「愉快な」ボーカルに注目した。オンラインマガジン『スタイラス・マガジン』の批評家であるパトリック・マッケイは、アルバム『噂』の「最強の楽曲」の1つと見なした。一方で音楽ジャーナリストのチャック・エディは、本作を「芸術品まがいのトランス」と見なした。フリートウッド・マックの伝記作家であるキャス・キャロルは、本作を「わずかな優雅な言葉ですべてを語り、簡素なコーラスとはっきりとした意思を持った旋律的に整然とした楽曲」と称賛した。
オンラインマガジン『ペースト』のマット・ミッチェルは、18番目に優れたフリートウッド・マックの楽曲として本作を挙げた。

## クレジット
※出典
- リンジー・バッキンガム – アコースティック・ギター、ボーカル

## チャートと認定

### チャート成績
| チャート (2011年)                 | 最高位 |
| --------------------------------- | ------ |
| US Rock Digital Songs (Billboard) | 35     |

### 認定
| 国/地域                          | 認定     | 認定/売上数 |
| -------------------------------- | -------- | ----------- |
| イギリス (BPI)                   | Platinum | 600,000     |
| 認定のみに基づく売上数と再生回数 |          |             |

## 他のアーティストによるカバー
ロックバンドのマッチボックス・トゥエンティは、1998年に発売のトリビュート・アルバム『Legacy: A Tribute to Fleetwood Mac's Rumours』で、マイナーコードでカバー。音楽雑誌『ビルボード』の批評家であるスティーヴ・ノッパーは、「陰鬱な」カバーと称した。同じく『ビルボード』のチャック・テイラーは「わずかに攻撃的でゆったりとしたロックの律動で名曲の控えめなたたずまいを作り替えた」と評した。マッチボックス・トゥエンティのドラマーであるポール・ドゥセットは、ドゥセット曰（）く「考えてみれば悲しい」暗いアレンジにする前から、マッチボックス・トゥエンティのメンバーは楽曲に手を加えることを考えていた。ドゥセットは、地元紙『ボカラトン・ニュース』の取材でバンドのカバー版の仕上がりついて「うまくいった」と語っている。同バンドのリード・シンガーであるロブ・トーマスは、ドラムのパートは「タスク」や「ザ・チェイン」から引用し、マイナーコードを使用することで「実に不気味な」アレンジに仕上げたと語っている。
ギタリストのコリン・リードは、2001年に発売のアルバム『Tilt』で、エディ・リーダーをボーカルに迎えてカバー。『オールミュージック』のロニー・D・ランクフォード・ジュニアは、「可愛らしい」バージョンとし、「おそらく過剰な頻度で演奏された名曲の新しい解釈を提示している」と評した。
2014年に放送されたバンク・オブ・アメリカのテレビCMでは、原曲よりも低いキーで演奏されたインストゥルメンタル（演奏者不明）が使用された。
デンマークのバンドであるスラッフェランドは、フリージャズの形式や楽器編成の変更などを加えたカバー版を発表している。